# Omar Cruz
Omar Alejandro Cruz (Hermosillo, 26 gennaio 1999) è un giocatore di baseball messicano di ruolo lanciatore, che gioca per i San Diego Padres (MLB).
Con gli stessi Padres ha esordito nel 2025 in MLB.